# 鷹司基輝
鷹司 基輝（たかつかさ もとてる）は、江戸時代中期の公家。従二位内大臣。鷹司家20代。
一条兼香の子。鷹司房熙の養子となり、鷹司家を継承するも、17歳で急死した。これにより鷹司家は断絶の危機を迎えたが、養子に閑院宮直仁親王第四皇子の淳宮（鷹司輔平）を迎え、危機を免れた。

## 系譜
- 父：一条兼香
- 母：梅町
- 妻：無し
  - 養子：鷹司輔平（1739-1813）（実父は閑院宮直仁親王）